# Love at First Sting
Love at First Sting è il nono album in studio del gruppo musicale tedesco Scorpions, pubblicato il 13 febbraio 1984 dalla Mercury Records.
Grazie a singoli come Rock You Like a Hurricane, Still Loving You e Big City Nights, è diventato l'album di maggior successo della band negli Stati Uniti, piazzandosi sesto nella Billboard 200 e ricevendo tre dischi di platino dalla RIAA per le vendite.

## Registrazioni
L'album è stato registrato tra il 1983 e il 1984 presso gli studi di Dieter Dierks in Germania. Nel corso della registrazione di alcune sessioni supplementari sono stati assunti altri musicisti: sebbene Francis Buchholz sia accreditato nel disco, è stato recentemente rivelato che Jimmy Bain, allora bassista dei Dio, sia stato l'effettivo esecutore delle parti di basso dopo essere stato ingaggiato dalla band per la registrazione delle sessioni. Tuttavia, Buchholz ha negato questa affermazione in una successiva intervista. Inoltre è stato segnalato che Neil Murray (Whitesnake e Black Sabbath) ha svolto le parti di basso nelle demo dell'album. Il batterista Bobby Rondinelli (Rainbow e Black Sabbath), suonò con la band durante le prove, mentre il batterista Herman Rarebell era sottoposto a un trattamento per l'abuso di alcol. Love at First Sting è noto per essere stato uno dei primi dischi hard rock registrati interamente in digitale.

## Tracce
1. Bad Boys Running Wild (Meine, Rarebell, Schenker) – 3:53
2. Rock You Like a Hurricane (Meine, Rarebell, Schenker) – 4:10
3. I'm Leaving You (Meine, Schenker) – 4:13
4. Coming Home (Meine, Schenker) – 4:58
5. The Same Thrill (Meine, Schenker) – 3:30
6. Big City Nights (Meine, Schenker) – 4:02
7. As Soon as the Good Times Roll (Meine, Schenker) – 5:02
8. Crossfire (Meine, Schenker) – 4:33
9. Still Loving You (Meine, Schenker) – 6:27

## Formazione
- Klaus Meine - voce
- Rudolf Schenker - chitarra ritmica, solista cori
- Matthias Jabs - chitarra solista, ritmica
- Francis Buchholz - basso
- Herman Rarebell - percussioni

## Classifiche

### Classifiche settimanali
| Classifica (1984) | Posizione massima |
| ----------------- | ----------------- |
| Austria           | 19                |
| Canada            | 15                |
| Finlandia         | 4                 |
| Francia           | 4                 |
| Germania          | 6                 |
| Giappone          | 25                |
| Nuova Zelanda     | 48                |
| Regno Unito       | 17                |
| Stati Uniti       | 6                 |
| Svezia            | 17                |
| Svizzera          | 9                 |

### Classifiche di fine anno
| Classifica (1984) | Posizione |
| ----------------- | --------- |
| Canada            | 41        |
| Francia           | 12        |
| Germania          | 63        |
| Stati Uniti       | 29        |
| Classifica (1985) | Posizione |
| Germania          | 52        |

## Rock You Like a Hurricane
- Nel film comico Little Nicky - Un diavolo a Manhattan, la traccia Rock You Like a Hurricane viene suonata quando Nicky (Adam Sandler) dice alla madre:

- Rock You Like a Hurricane è contenuta nel gioco NHL 11
- Rock You Like a Hurricane è contenuta nel gioco The Simpsons Game.
- Rock You Like a Hurricane è presente nel film "Molto incinta".
- Rock You Like a Hurricane è presente nel film "Blades of Glory".
- Rock You Like a Hurricane apparve in un episodio dei Simpsons, la puntata si chiama "Sideshow Bob's Last Gleaming".
- Rock You Like a Hurricane è stata usata nel cartone animato statunitense "Aqua Teen Hunger Force".
- Rock You Like a Hurricane è stata usata come colonna sonora del film The Iron Giant.
- Rock You Like a Hurricane è stata usata nel gioco Grand Theft Auto: Vice City Stories nella stazione radio V-Rock.
- Rock You Like a Hurricane è inserita nel video game Guitar Hero III: Legends of Rock.
- Rock You Like a Hurricane è considerata da molti una delle migliori canzoni rock di sempre. È stata posizionata 4ª dal magazine "Sync" come i migliori riff di chitarra di sempre e nel 2006 VH1 l'ha posizionata 31ª nelle 40 canzoni metal più belle di sempre.
- Rock You Like a Hurricane è stata usata nel film di mountain bike "New World Disorder 7" nel segmento dedicato ad Aaron Chase.